# Grindylow
Un grindylow ou grundylow est une créature folklorique originaire d'Angleterre, aux alentours des comtés de Yorkshire et Lancashire. Il a pour habitude d'attraper les enfants grâce à ses longs bras et de les emmener au fond des lacs et mares où il réside. 